# Clitocybe dealbata
Clitocybe dealbata é um fungo que pertence ao gênero de cogumelos Clitocybe na ordem Agaricales. Encontrado nos Estados Unidos e na Europa, é um cogumelo venenoso, que pode matar.